# Phelister tristriatus
Phelister tristriatus är en skalbaggsart som beskrevs av Hinton 1935. Phelister tristriatus ingår i släktet Phelister och familjen stumpbaggar. Inga underarter finns listade i Catalogue of Life.